# Ma Xulun
Ma Xulun en chino 马叙伦 (condado de Hangzhou, Zhejiang, ahora Yuhang, 27 de abril de 1884, 4 de mayo de 1970), fue un filólogo chino, filósofo, educador, calígrafo y político.

## Trayectoria
En 1905, junto con Deng Shi, Huang Jie y otros organizaron el "Diario nacional de la esencia" para promover la promoción de la quintaesencia nacional y la revolución manchú. En 1909, el mentor de Ma Xulun, Chen Fuchen, fue elegido presidente de la Oficina Consultiva de Zhejiang. En 1910, Ma Xulun participó en la Sociedad del Sur iniciada por Liu Yazi. En el verano de 1911 (el tercer año de Xuantong en la dinastía Qing), siguió a su amigo Tang Erhe, que había ido a Japón para organizar el Colegio Médico de Zhejiang, y visitó Tokio. En Japón le pidió a Zhang Taiyan que lo presentara para unirse a la Alianza China (no se sabe si se unió o no). Después de que estalló el Levantamiento de Wuchang en 1911, Ma Xulun formó un grupo de milicianos en su ciudad natal para responder. Posteriormente, trabajó como secretario de la oficina del gobernador en Zhejiang. Poco después, fue a Shanghai y se puso en contacto con Zhang Taiyan para coorganizar el "Diario Da Gonghe", y trabajó como editor jefe.

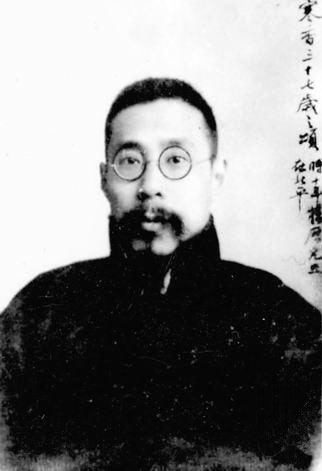
En 1921, cuando era profesor en la Universidad de Pekín, Ma Xulun

En 1913, fue a la Facultad de Medicina de Beijing y a laUniversidad de Pekín como profesor. En 1915, protestó por la proclamación de Yuan Shikai, renunció y regresó a Zhejiang. Después de que Yuan Shikai no pudo proclamarse emperador, Cai Yuanpei, el presidente de la Universidad de Pekín, lo invitó a servir como profesor de la Universidad de Pekín. Durante el Movimiento del 4 de mayo de 1919, Ma Xulun trabajó como secretario y presidente de la asociación de profesores de la Universidad de Pekín y de la asociación de personal de la Universidad de Pekín. En 1920, fue elegido líder del movimiento en una campaña contra el gobierno militar por parte del personal docente de las universidades, escuelas secundarias y primarias de Beijing. En junio de 1921, trabajó como director de la Escuela Normal n.º 1 de Zhejiang y director del Departamento de Educación Provincial de Zhejiang. Después de la reorganización del gobierno de Beijing, regresó a Beijing y fue viceministro del Ministerio de Educación dos veces. En una ocasión sustituyó a Li Dazhao. En 1923, se unió al Kuomintang chino y fue ministro de propaganda del departamento especial del partido en Beijing del Kuomintang chino. Después de la Masacre del 30 de mayo en 1925, estableció la "Asociación de apoyo a la Masacre del 30 de mayo" en Beijing con personas de todos los ámbitos de la vida. En 1926, después de la masacre del 18 de marzo, se buscaba a Ma Xulun por regañar a Duan Qirui y se vio obligado a huir de regreso a Hangzhou, Zhejiang. Después de regresar a Hangzhou, instigó a Xia Chao, el gobernador de la provincia de Zhejiang, a responder a la Expedición del Norte y oponerse a Sun Chuanfang, quien era buscado por Sun Chuanfang.
El 5 de enero de 1927, Cai Yuanpei y Ma Xulun llegaron a Ningbo en barco. Anteriormente, Chiang Kai-shek lo nombró miembro de la rama política provincial de Zhejiang y presidente Zhang Jingjiang. El 24 de marzo, Cai Yuanpei partió de Hangzhou hacia Shanghái por invitación de Zhang Jingjiang; Ma Xulun, Shao Yuanchong y Jiang Menglin también viajaban en el mismo automóvil. El 27 de marzo, Chiang Kai-shek protegió la sede de la embajada en Shanghai en Fenglinqiao y se reunió con Cai Yuanpei, Ma Xulun, Jiang Menglin; Wu Zhihui lo acompañó. Se quedó en el campamento del comandante en jefe con Li Shizeng, Wu Zhihui, Cai Yuanpei, Zhang Jingjiang, Jiang Menglin y Shao Yuanchong. El 28 de marzo de 1927, Cai Yuanpei presidió la reunión preparatoria del comité central de supervisión del Kuomintang chino en el campo del comandante en jefe de Shanghái y, junto con Wu Zhihui, Zhang Jingjiang y Li Shiceng, propuso lanzar la "protección al partido y salvar la patria". El 2 de abril, Cai Yuanpei, Wu Zhihui, Li Shizeng, Zhang Jingjiang, Gu Yingfen, Chen Guofu, Li Zongren, Huang Shaohong y otras 8 personas celebraron una reunión plenaria del llamado Comité Central de Supervisión en Shanghái (había 20 supervisores miembros del comité, y solo estaban 8 personas, y la mitad de supervisores), con Cai Yuanpei como presidente, para discutir acciones para purgar el Partido Comunista Chino. El 9 de abril, Cai Yuanpei, Wu Zhihui, Zhang Jingjiang, Li Shizeng y otros enviaron un telegrama conjunto de más de 3000 palabras "Proteger al Partido y Salvar la Nación", denunciaron lo absurdo de la política del Partido Comunista, criticaron severamente a los trabajadores y el movimiento campesino, se hizo una llamada a "todos los camaradas para pensar en la crisis del partido-estado y trabajar juntos para ayudarse mutuamente; prestar atención a este movimiento”. Denunció la conspiración del Partido Comunista Chino para socavar la revolución y poner en peligro la capital del país, y decidió tratar el caso con mucha urgencia. Ma Xulun era el secretario de la reunión del Comité Central de Supervisión y estaba a cargo de tomar notas. El 10 de abril, Zhang Jingjiang envió a Ma Xulun y Jiang Menglin de regreso a Hangzhou, más un tal Chen Qicai, para presidir la rama política provincial de Zhejiang. En este momento, Hangzhou también cumplió la orden de "acabar la fiesta", y Chu Fucheng y Shen Junru también fueron detenidos. Más tarde, se estableció formalmente el Gobierno Provincial de Zhejiang. El presidente Zhang Jingjiang, Ma Xulun trabajó simultáneamente como director de asuntos civiles, Chen Qicai director de finanzas, Jiang Menglin director de educación, Ma Yinchu y otros miembros, Shao Yuanchong en la secretaria general.
En el invierno de 1928, la Universidad de la República de China pasó a ser el Ministerio de Educación de la República Popular China, con Jiang Menglin como ministro y Ma Xulun como tercer viceministro del Ministerio de Educación del Gobierno Nacional. Después de eso, volvió a enseñar en la Universidad de Pekín. Después del Incidente del 18 de septiembre de 1931, inició el establecimiento de la asociación de rescate cultural de Pekín y la asociación nacional de rescate del pueblo del norte de China, y fue su presidente. Después del incidente del Norte de China en 1935, apoyó la propuesta del Partido Comunista de China de establecer un frente unido nacional antijaponés, abogó por el establecimiento del Círculo Cultural de Pekín para resistir a Japón y salvar a la nación, y fue presidente. En el otoño de 1936, Wang Kunlun lo invitó a ir a Sichuan para persuadir a Liu Xiang de obligar a Chiang Kai-shek a luchar contra Japón. Después de que estalló el incidente de Xi'an, fue nuevamente a Sichuan para persuadir a Liu Xiang de que evitara la guerra civil. Después de que estalló el Incidente del 7 de julio en 1937, fue a Shanghái, cambió su nombre a "Zou Huasun" y se dedicó a escribir. Durante este período, aunque vivió en la pobreza, rechazó el dinero y la comida enviados por Chen Gongbo en nombre de su alumno y rechazó la solicitud de Chen Gongbo de ir a trabajar a las montañas.
Después de la victoria de la Guerra Antijaponesa en 1945, Ma Xuelun se unió al movimiento patriótico y democrático. El 30 de diciembre de 1945, junto a Wang Shaoshao, Xu Guangping, Zhou Jianren, Zhao Puchu y otros iniciaron el establecimiento de la Asociación China para la Promoción de la Democracia en Shanghái, y fue elegido director ejecutivo. El 5 de mayo de 1946, con el apoyo de la organización clandestina del Partido Comunista de China, la Asociación de Promoción de la Democracia de China y 53 organizaciones populares de Shanghái formaron la Federación de Organizaciones Populares de Shanghái, y fue el director ejecutivo de la federación. El 23 de junio de 1946, se unió al Grupo de Petición de Paz del Pueblo de Shanghái y fue a Nanjing para pedir la paz. Cuando el grupo de petición llegó a Xiaguan, Nanjing, los miembros fueron golpeados por agentes y matones del Kuomintang y resultó gravemente herido. Esta fue la masacre de Xiaguan . Después del incidente, Zhou Enlai, Dong Biwu, Deng Yingchao y otros miembros de la delegación del PCCh en Nanjing visitaron el hospital durante la noche. Mao Zedong y Zhu De en Yan'an también enviaron telegramas de condolencias. Al respecto, Ma Xuelun dijo: "La esperanza de China solo puede estar puesta en ti". A fines de junio de 1946, las Fuerzas Armadas de la República de China lanzaron un ataque total a las áreas liberadas y reprimieron el movimiento patriótico y democrático. Marshall lo denunció.
A finales de 1947, con la ayuda del Partido Comunista de China, Ma Xulun llegó sano y salvo a Hong Kong desde Shanghái. En Hong Kong, junto a Wang Shaoxuan y otros establecieron la sucursal de Hong Kong-Kowloon de la Asociación China para la Promoción de la Democracia. En 1948, el Partido Comunista de China emitió el comunicado del 1 de mayo. Ma Xulun junto a varios partidos democráticos y candidatos independientes en Hong Kong se unieron inmediatamente con ellos para expresar su respuesta. Poco después, Ma Xulun se mudó de Hong Kong al área liberada. En enero de 1949, el presidente del Comité Central del Partido Comunista de China Mao Zedong emitió una declaración sobre la situación actual. En nombre de la Asociación China para la Promoción de la Democracia, Ma Xulun expresó su firme apoyo y envió una carta a Wang Shaoshao y Xu Guangping en nombre del director de asuntos del partido de la Asociación China para la Promoción de la Democracia. Informó a las personas de la Asociación China de Promoción de la Democracia en Shanghai, Pekín y Hong Kong, y les pidió que se mantuvieran firmes al lado de la revolución, y señaló que los que siguen a medias impiden la paz.
En junio de 1949, asistió a la reunión preparatoria de la Conferencia Consultiva Política del Pueblo Chino y fue miembro del comité permanente. También fue líder del sexto grupo de "la redacción de la bandera nacional, el himno nacional y el emblema nacional". En septiembre, como principal representante de la Asociación China para la Promoción de la Democracia, asistió a la primera sesión plenaria de la Conferencia Consultiva Política del Pueblo Chino y fue el convocante de la "Bandera Nacional, Emblema Nacional, Capital y Año Nacional". En la tarde del 25 de septiembre, en un simposio organizado por Mao Zedong y Zhou Enlai en Fengze Garden, Zhongnanhai, para escuchar sobre la bandera nacional, el emblema nacional, el himno nacional, la cronología y la capital nacional, Ma Xulun habló, proponiendo que "nuestro gobierno está por establecerse, y el himno nacional se basa en la situación actual que no se puede hacer de repente, ¿podemos usar temporalmente la marcha de los Voluntarios para reemplazar temporalmente el himno nacional?" La propuesta recibió respuesta positiva de los asistentes y fue posteriormente aceptada. Después de la fundación de la República Popular China, Ma Xulun fue miembro del Gobierno Popular Central de la República Popular China, subdirector del Comité de Cultura y Educación del Consejo de Estado, Ministro de Educación del Gobierno Popular Central de la República Popular China, y luego Ministro de Educación Superior del Gobierno Popular Central. Como Ministro de Educación, lideró el ajuste de colegios y departamentos. Fue miembro del Comité Permanente de los Comités Nacionales Primero, Segundo y Tercero de la Conferencia Consultiva Política del Pueblo Chino, Vicepresidente del Cuarto Comité Nacional, miembro del Comité Permanente del Primer y Segundo Congreso Nacional del Pueblo, y miembro de la Sociedad de la Academia de la Filosofía China de Ciencias y miembro de la Facultad de Ciencias.
En 1950, en el primer congreso nacional de la Asociación China para la Promoción de la Democracia, Ma Xulun fue elegido primer presidente del Comité Central de la Asociación China para la Promoción de la Democracia. Desde entonces, en el segundo y tercer congresos nacionales de la Asociación China para la Promoción de la Democracia, siguió siendo reelegido como presidente. En la séptima reunión plenaria del primer Comité Central de la Liga Democrática de China, Ma Xulun fue reelegido como vicepresidente del Comité Central de la Liga Democrática de China, y fue reelegido como segundo y tercer vicepresidente del Comité Central de la Liga Democrática de China.

## Académico
Ma Xulun estudió filología, fonología, exégesis, literatura, lingüística, poesía, etc. Sus trabajos académicos incluyen "Ejemplos de Liu Shujie", "Shuowen Jiezi Liushu Shu Zheng", "Método de investigación de Shuowen Jiezi", " Zhuangzi Yizheng", "Laozi Xiaojie", etc.